# Longeville-lès-Cheminot
Pour les articles homonymes, voir Longeville (homonymie) et Cheminot (homonymie).
Longeville-lès-Cheminot est une ancienne commune française du département de la Moselle en région Grand Est. Elle est rattachée à celle de Cheminot depuis 1812.

## Toponymie
Cet endroit est mentionné Longueville de devant Cheminat en 1441.
En lorrain : Longevelle delez Chemnat. En allemand : Longeville bei Cheminot (1871-1915), Langendorf bei Kemnat (1915-1918).

## Histoire
La commune de Longeville-lès-Cheminot est réunie à celle de Cheminot par décret du 21 août 1812.

## Démographie
| 1793 | 1800 | 1806 |
| ---- | ---- | ---- |
| 215  | 214  | 226  |

## Lieux et monuments
- Ancienne chapelle Saint-Pierre (XIIe siècle)